# 瓦桑 (埃纳省)
瓦桑（法語：Vassens，法語發音：[vasɑ̃]）是法国上法兰西大区埃纳省的一个市镇，位于该省西部，原属于苏瓦松区，2017年1月1日起改属苏瓦松区。

## 地理
瓦桑（49°28'4"N, 3°9'13"E）面积9.87 平方千米，位于法国上法蘭西大區埃纳省，该省份为法国北部内陆省份，北起北部省，西接索姆省和瓦兹省，东临阿登省和马恩省，西南至塞纳-马恩省，东北部与比利时接壤。
与瓦桑接壤的市镇（或旧市镇、城区）包括：欧迪尼库尔、布莱朗库尔、莫尔桑、圣欧班、瑟朗、欧特雷什。

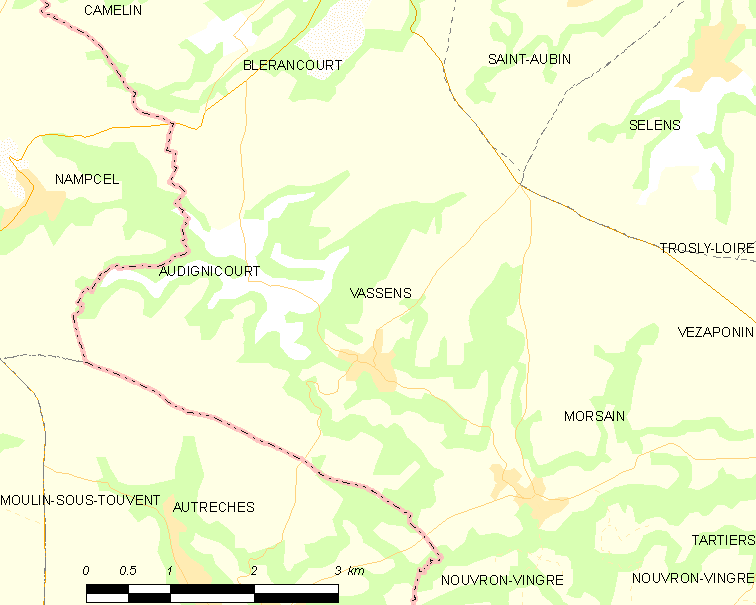
的OSM定位图

瓦桑的时区为UTC+01:00、UTC+02:00（夏令时）。

## 行政
瓦桑的邮政编码为02290，INSEE市镇编码为02762。

## 政治
瓦桑所属的省级选区为埃纳河畔维克县。

## 人口

1962-2008年间人口变化图示

瓦桑于2022年1月1日时的人口数量为171人。